# Aubépine ergot-de-coq
Crataegus crus-galli
Espèce
L'aubépine ergot de Coq (Crataegus crus-galli), appelée aussi "aubépine de Virginie", est une espèce de plantes à fleurs de la famille des Rosaceae. C'est une aubépine originaire de l'Est de l'Amérique du Nord, du Québec à la Louisiane.

## Description

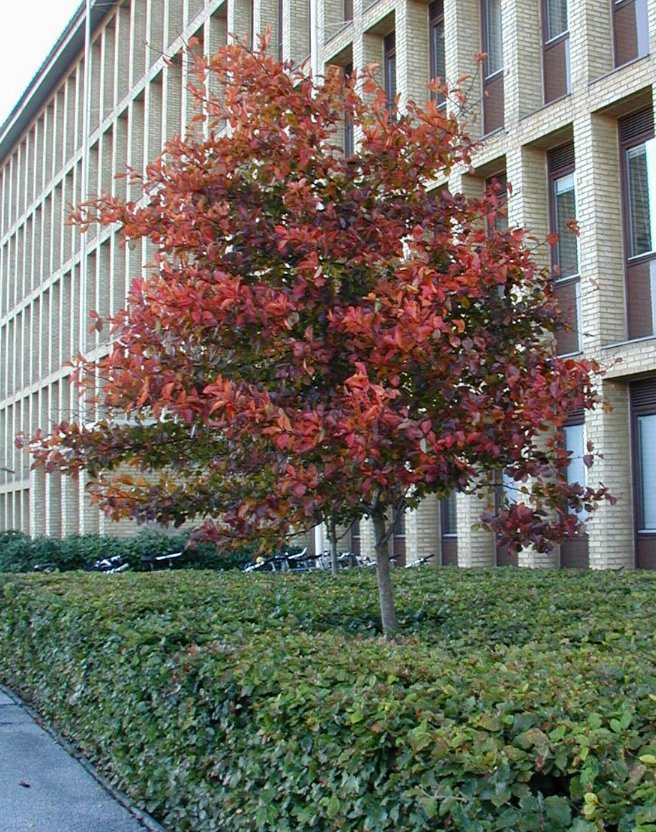
Couleurs automnales.

### Appareil végétatif
C'est un arbuste ou un arbre de 5 à 10 m de haut à couronne dense.
Ses feuilles, caduques, sont simples et ont une disposition alterne. De forme oblancéolée, elles sont portées par un pétiole présentant à sa base deux stipules dentées. Elles mesurent de 3 à 5 cm de long et sont, à maturité, glabres et luisantes sur la face supérieure. Elles ont une bordure dentelée et ont de belles couleurs automnales.
Les bourgeons, d'un brun rougeâtre luisant, sont recouverts de 5 à 10 écailles. Les bourgeons axillaires sont légèrement plus petits que les bourgeons terminaux, et contrairement à ces derniers, ils se présentent assez souvent par groupe de 2 ou 3, avec un d'entre eux qui pourra donner une épine.
Les rameaux sont de deux sortes : soit de longues pousses portant feuilles et épines, ces dernières étant courbes, lisses et luisantes, dures et acérées, longues de 5 à 7 cm environ, soit des pousses courtes pouvant porter feuilles et fleurs (puis fruits). Ces rameaux ont une couleur variable, grise ou brun-orangé. Certaines variétés ne portent pas d’épines.
Le bois est dur et peut être utilisé pour la sculpture ou le travail au tour à bois.

### Appareil reproducteur
Ses fleurs hermaphrodites apparaissent à la fin du printemps, en même temps que les feuilles. Elles mesurent 2 cm de diamètre[réf. nécessaire] et ont généralement une forte odeur de poisson pourri pendant 1 à 2 semaines vers la fin mai. Les inflorescences sont des grappes aplaties qui se forment à l’extrémité des pousses courtes. Les fleurs sont blanches ou rosées et chacune présente 5 sépales verdâtres, 5 pétales blancs ou parfois rosés, de 5 à 25 étamines et de 1 à 5 pistils.
Les fruits sont des baies rondes à ovales, appelées cenelles. Elles sont disposées en grappes et sont comestibles. Elles ressemblent à de petites pommes peu charnues, rouge brillant, de 0,6 à 1 cm de diamètre. Elles arrivent à maturité en août puis restent longtemps sur l'arbre, même au cours de l'hiver.
Leur chair orangé est tendre, sucrée et acidulée ; elle contient entre 1 et 5 pépins durs.

## Répartition et habitat
Cette aubépine est originaire de l'Est de l'Amérique du Nord, du Québec à la Louisiane.
Elle préfère les sols riches en calcium et les sites bien exposés à la lumière. On la trouve par exemple dans des friches, sur le bord de cours d’eau ou dans des clairières.

## Taxinomie et systématique
Cette espèce a été scientifiquement décrite pour la première fois en 1753 par le naturaliste suédois Carl von Linné dans son ouvrage Species Plantarum.

## Culture
Cette aubépine peut être cultivée jusqu'en zone USDA 4 et a une croissance lente à modérée.
L'espèce supporte mal les transplantations[réf. nécessaire].
Sensible au puceron, oïdium et feu bactérien[réf. nécessaire].
Cette espèce est un arbre ornemental populaire, en particulier la variété inermis, sans épines. De nombreuses autres formes sauvages conviendraient très bien à l'aménagement paysager si elles étaient mieux connues. Il existe en particulier une forme à fruits jaunes.

## Utilisations
Le fruit est comestible et peut être transformé en gelée ou écrasé pour élaborer des tisanes.
L'espèce est utilisée en greffe intermédiaire pour la greffe de poire sur aubépine blanche.

## Images

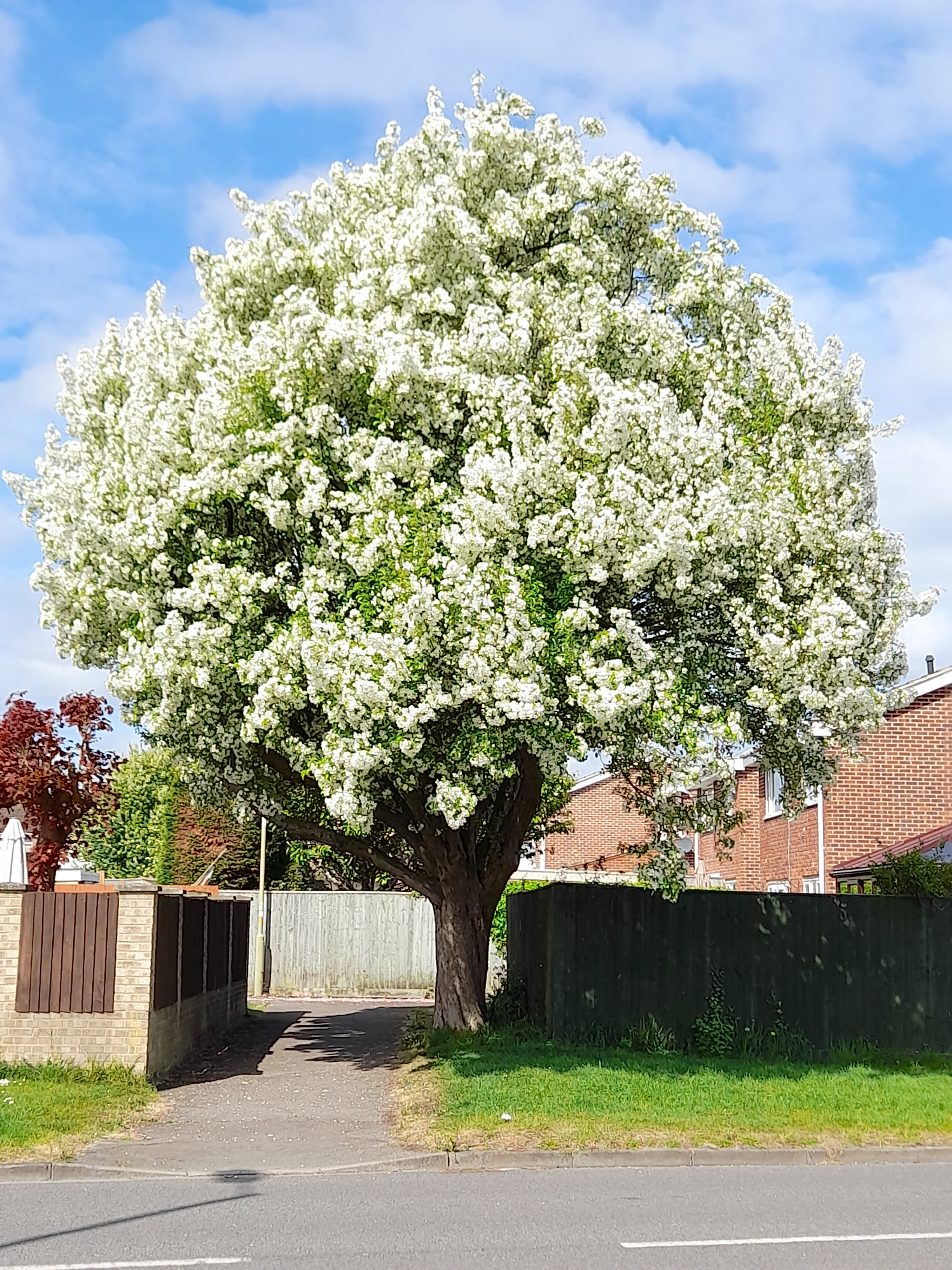
Specimen en fleurs.
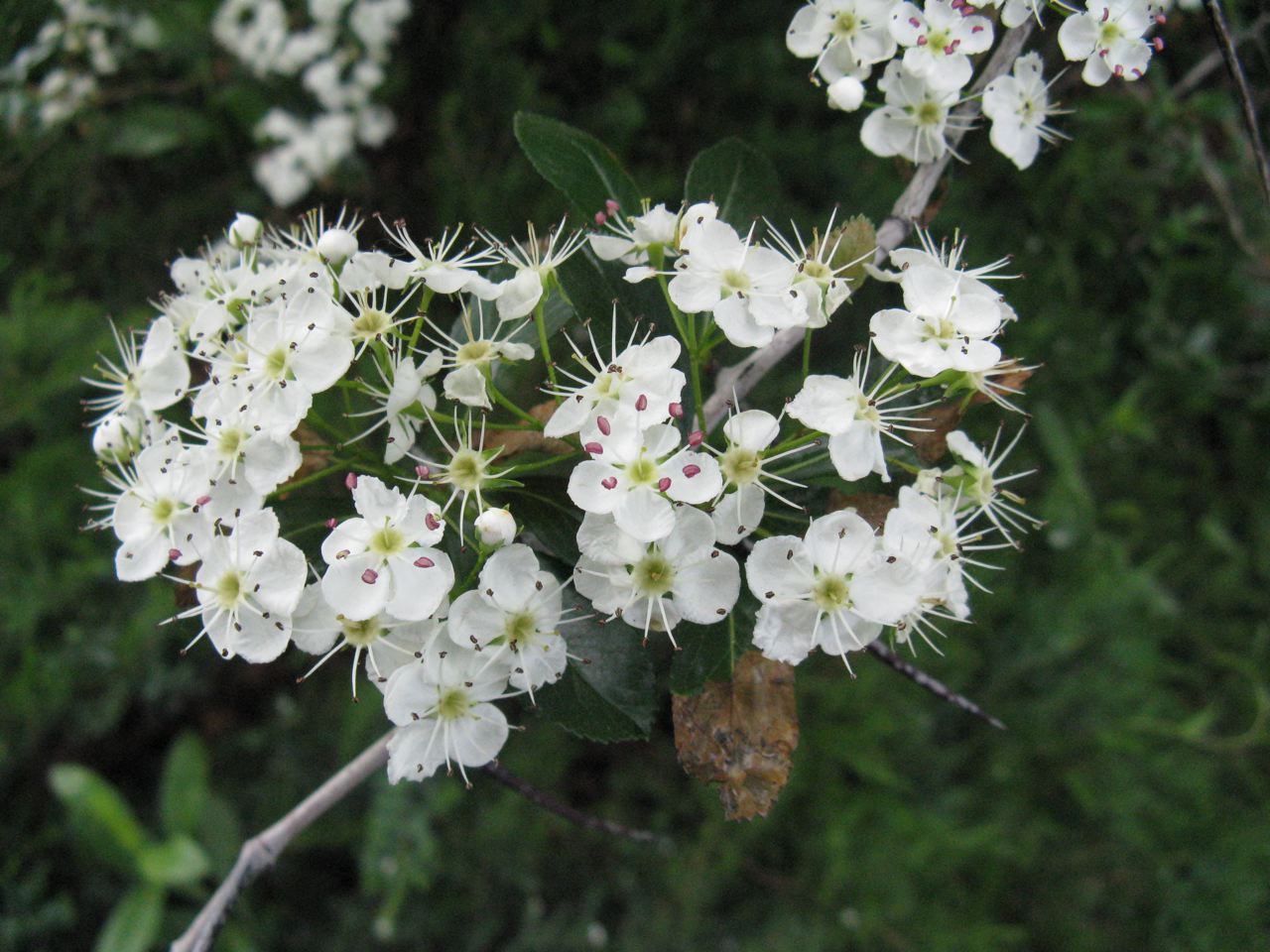
C. crus-galli var. pyracanthifolia.
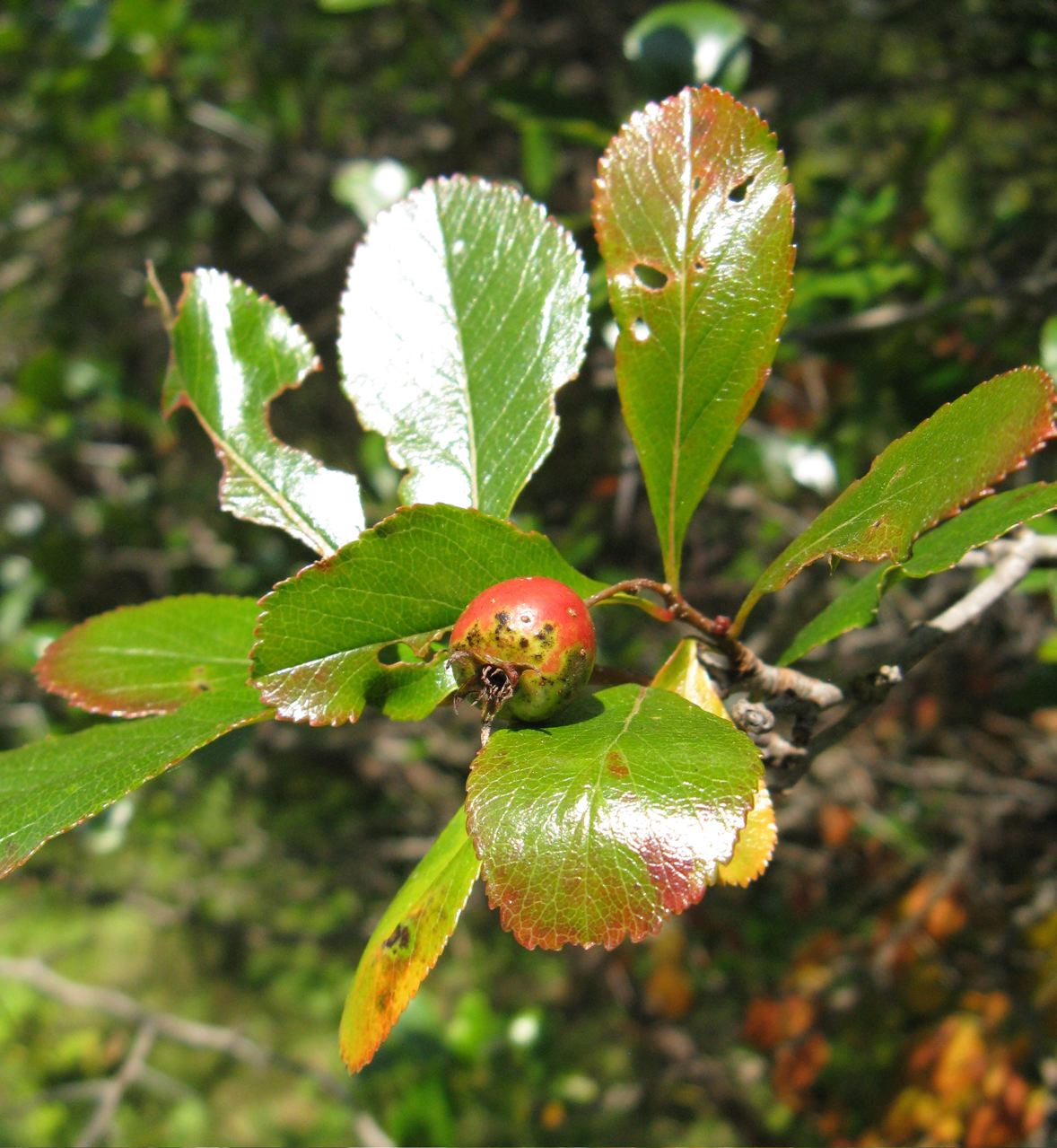
C. crus-galli var. pyracanthifolia.
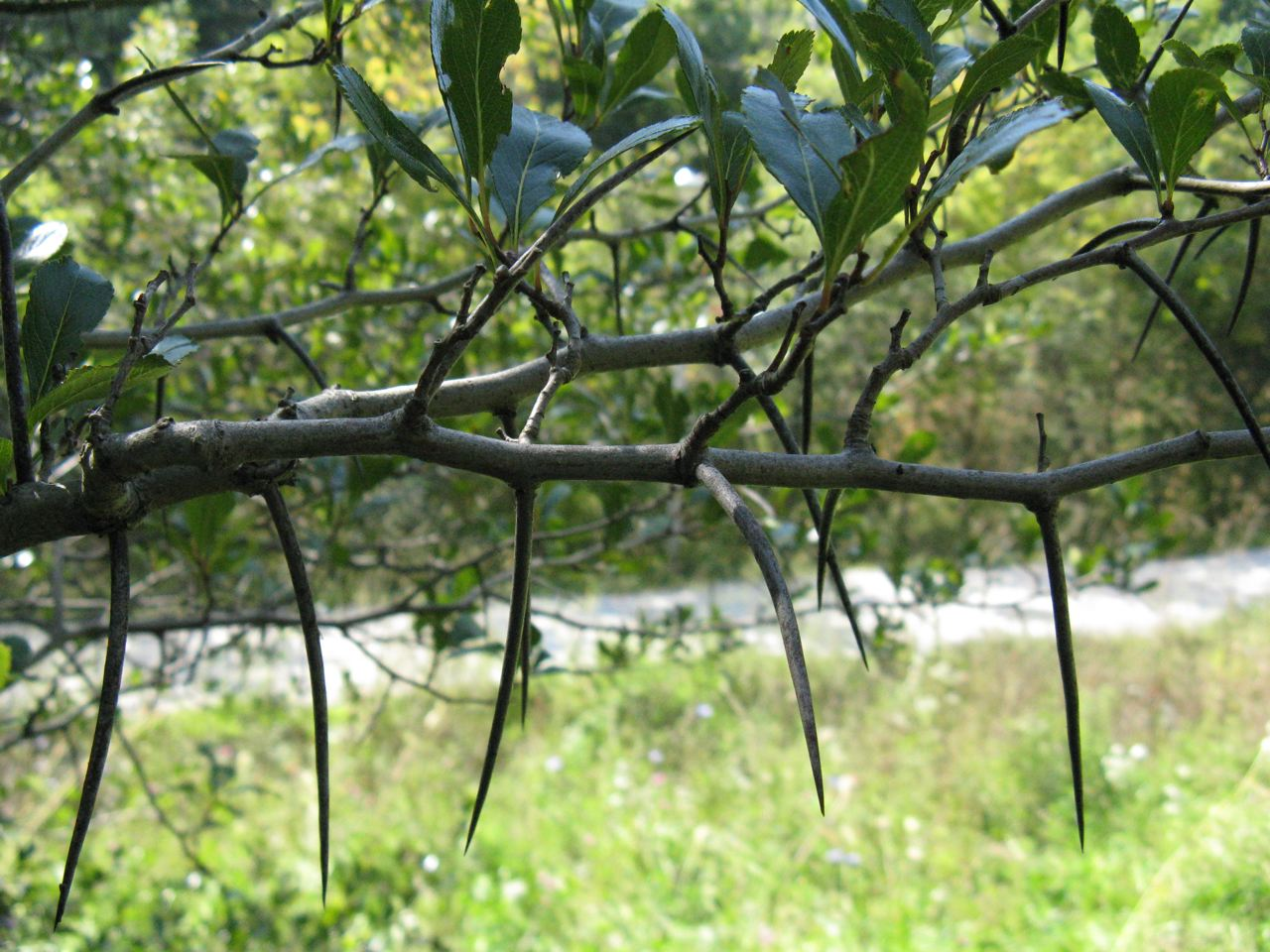
Épines sur branches de deux à trois ans.
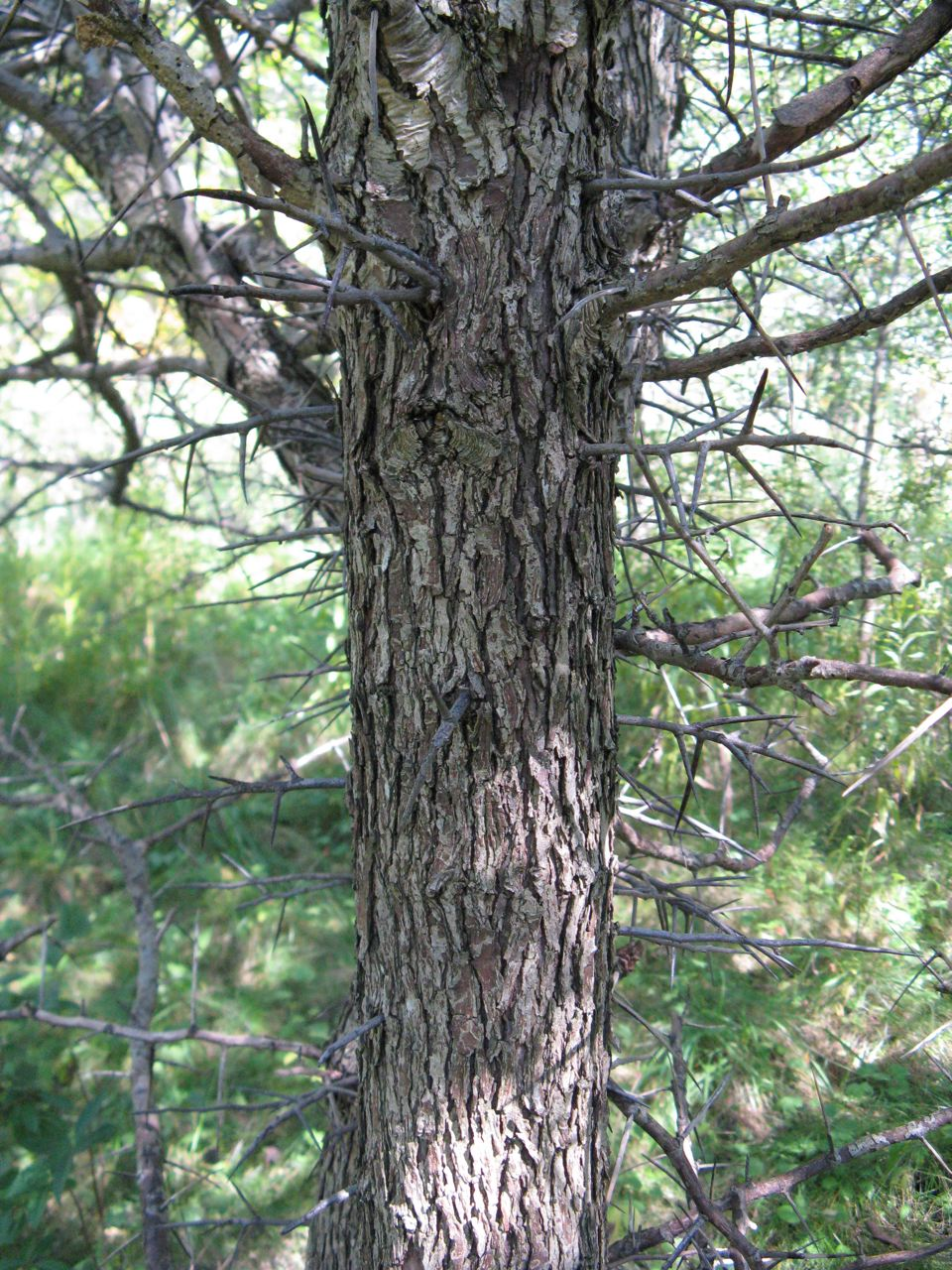
Épines directement issues du tronc.
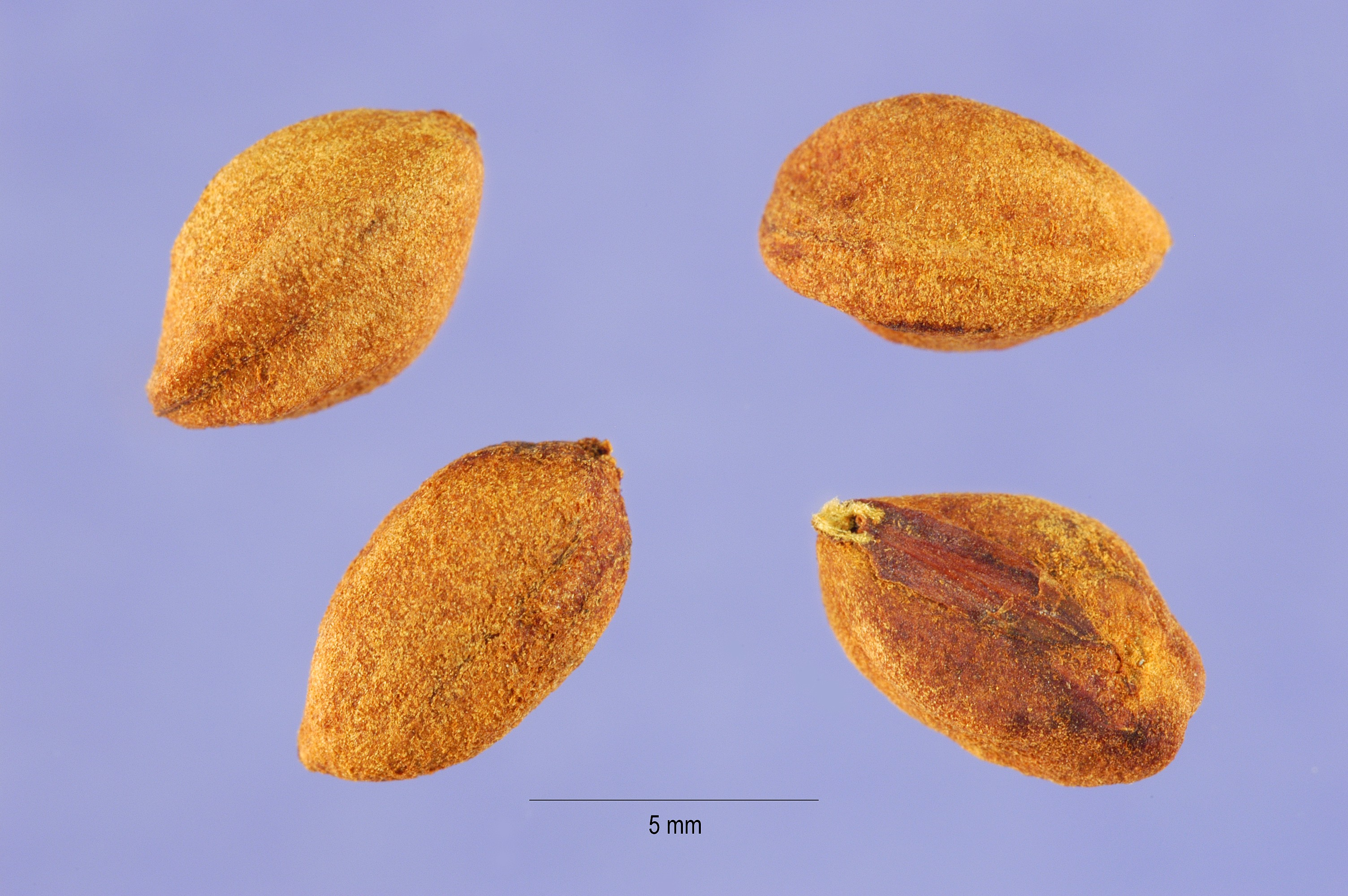
Graines.
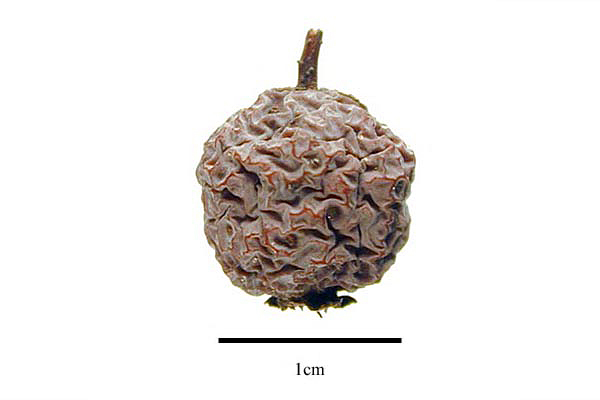
Fruit desséché.